# Jacques Decour

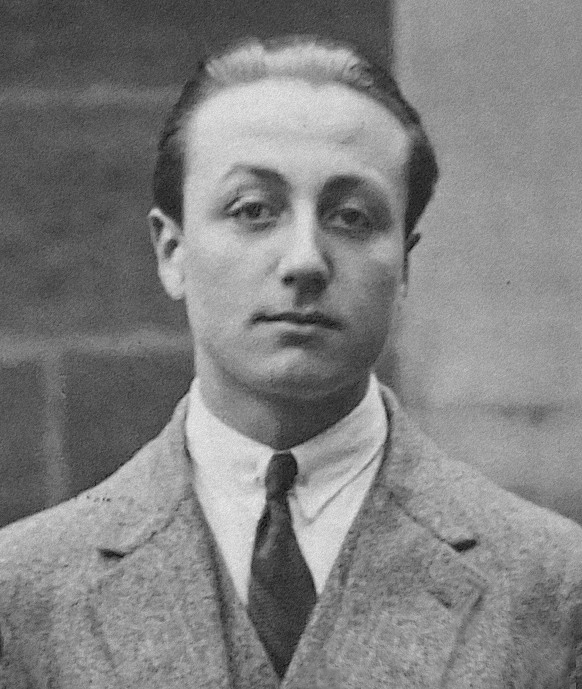
Jacques Decour (ca. 1937)

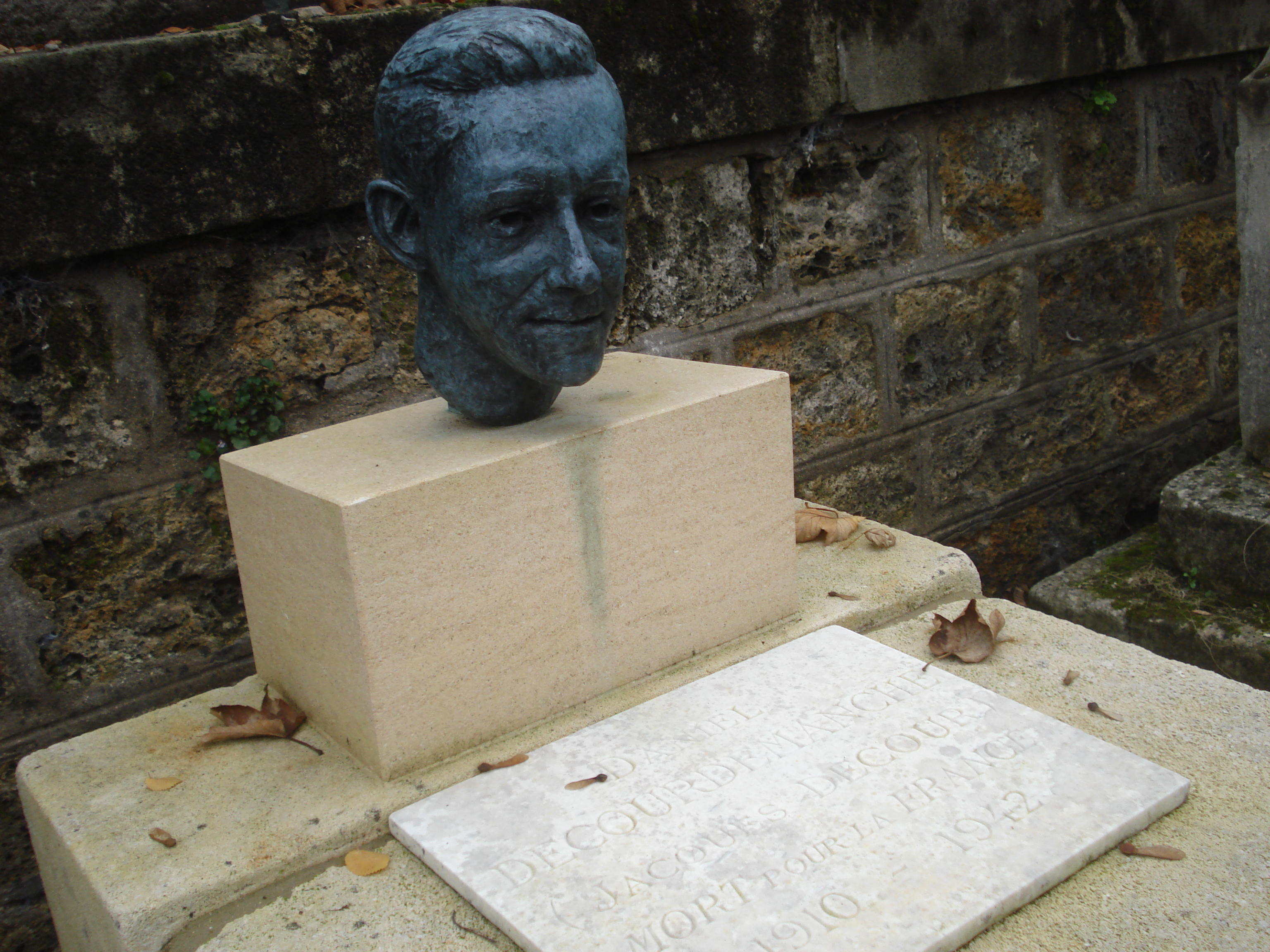
Grab auf dem Cimetière Montmartre

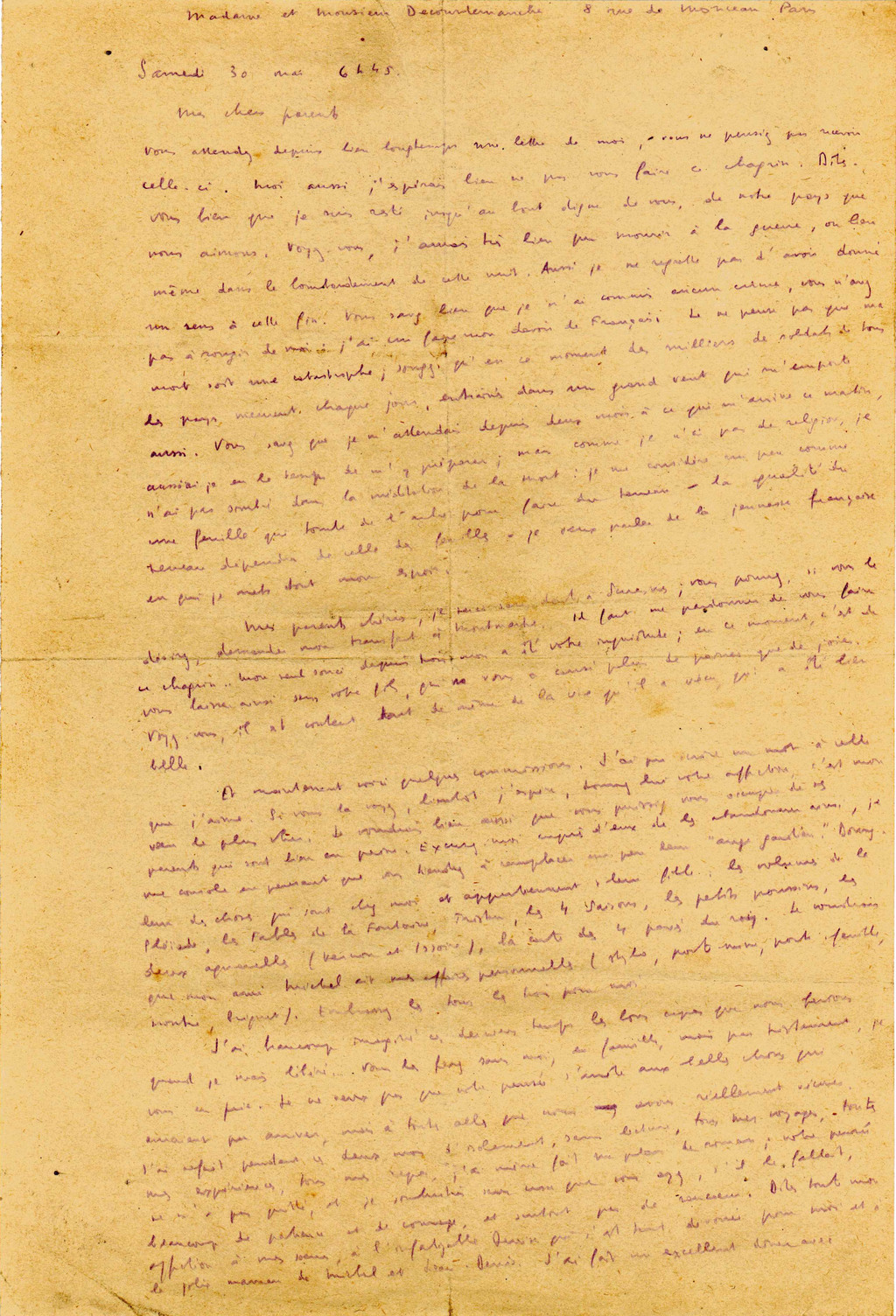
Daniel Decourdemanche: Abschiedsbrief (1942)

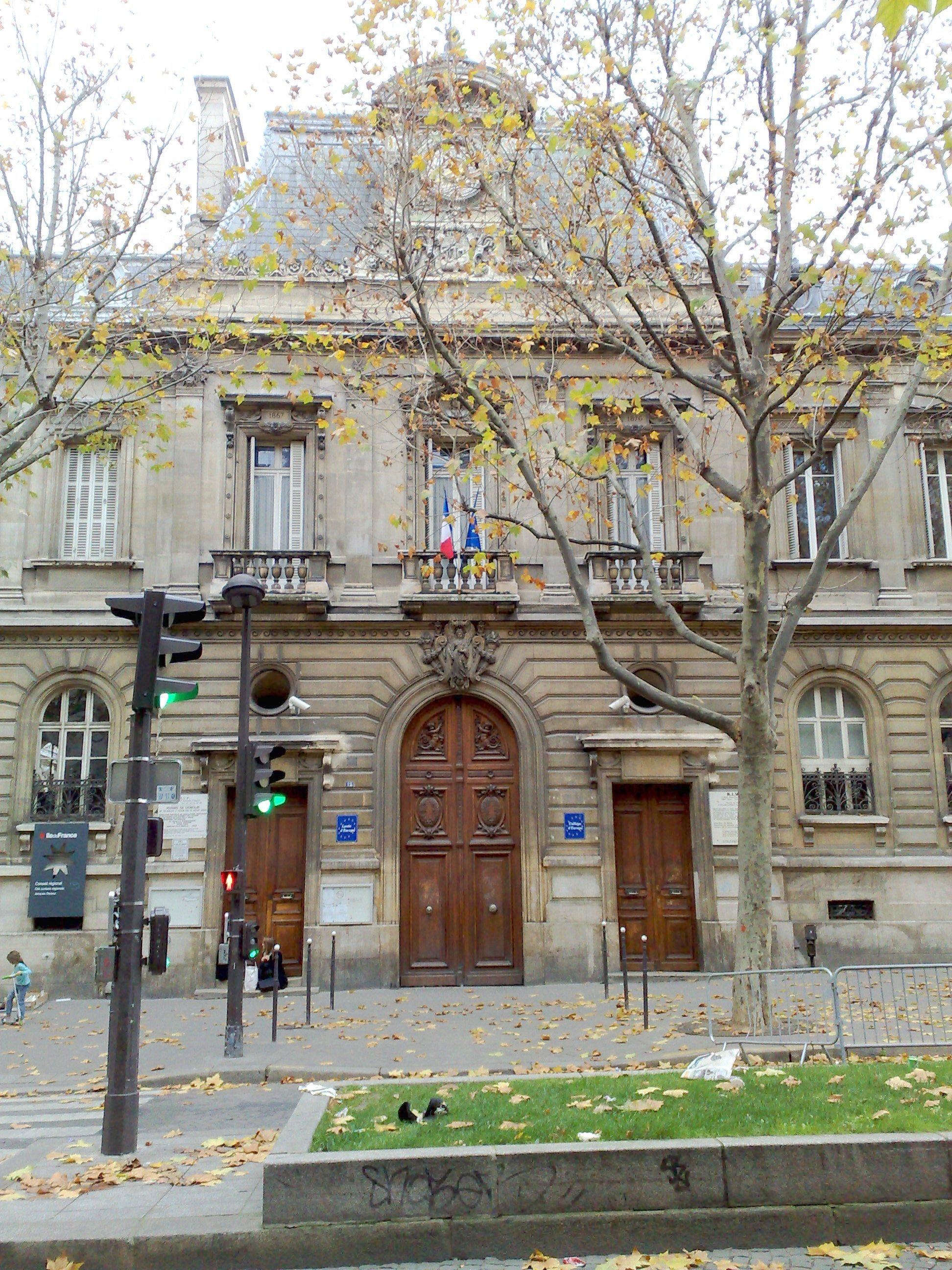
Collège-lycée Jacques-Decour in Paris

Jacques Decour (eigentlich Daniel Decourdemanche; geboren 21. Februar 1910 in Paris; gestorben 30. Mai 1942 in Fort Mont-Valérien) war ein französischer Lehrer, Autor, Übersetzer und Widerstandskämpfer.

## Jugend und Ausbildung
Daniel Decourdemanche besuchte das Lycée Carnot in Paris und das Lycée Pasteur in Neuilly-sur-Seine. Sein Vater war ein Börsenmakler und hätte den Sohn gerne in seinem Beruf gesehen. Decour brach allerdings das Jurastudium ab und studierte Literatur und Germanistik an der Sorbonne. Seine literarischen Vorbilder sah er in Stendhal und Valery Larbaud, die Vorbilder seiner Germanophilie fand er in Johann Wolfgang von Goethe und Heinrich Heine.

## Berufliche Tätigkeit und politisches Engagement
1930 erschien in der Nouvelle Revue Française seine Erzählung Le Sage et le Caporal unter dem Pseudonym „Jacques Decour“. Nach dem Studium und vor der Agrégation ging er im Oktober 1930 für ein halbes Jahr als Austauschlehrer („assistant de français“) an das Domgymnasium in Magdeburg. Seine Tagebuchaufzeichnungen verarbeitete er in dem Buch Philisterburg, das 1932 in Frankreich erschien, sie zeigen ihn desillusioniert, aber immer noch einem zweiten, „besseren“, Deutschland verpflichtet: „Philisterburg ist nicht Deutschland“. Die Stadt Philisterburg verlegt er kurzerhand an die schlesische Grenze, ansonsten ist das Buch authentisch und schildert den Alltag am Ende der Weimarer Republik, so ein Schülergespräch: Heine ist kein Deutscher - Warum? - Er ist Jude.
Er arbeitete ab 1932 als Lehrer in Reims, in Tours und ab 1937 am Lycée Rollin in Paris. Daneben verfolgte er politische Projekte und vielfältige literarische Interessen als Übersetzer aus dem Deutschen und als Herausgeber und schrieb an seinem zweiten Roman. Decourdemanche wurde Mitglied der Parti communiste français (PCF). 1938 organisierte er eine Unterschriftenaktion, um Karel Čapek, zum wiederholt vergeblichen Male, für den Literaturnobelpreis vorzuschlagen. 1939 gab er als Chefredakteur der Zeitschrift Commune eine Sondernummer zum „Deutschen Humanismus“ heraus, in der er Hitlers Kreuzzug gegen den Geist im Namen eines antihumanistischen Rasse-Prinzips benennt und die deutschen Flüchtlinge Heinrich und Thomas Mann, Lion Feuchtwanger und Bertolt Brecht zu Wort kommen lässt. Decour sei sich in seinem Vorwort zur Zeitschrift, so Dirk Weissmann 2005, voll bewusst, dass der Nazismus und seine Ideologie auch zur deutschen Geschichte gehöre, begreife also die Gefahr, die in der deutschen Kultur lauere. Nach der deutschen Besetzung Frankreichs 1940 schloss er sich der Résistance an. Er gründete die Untergrundzeitschriften L’université libre (November 1940) und zusammen mit Georges Politzer und Jacques Solomon La Pensée libre (Februar 1941). 1941 wurde Decour der Leiter der Widerstandsorganisation Comité national des écrivains, für die er im Januar 1942 mit Jean Paulhan die Untergrundzeitschrift Les Lettres françaises vorbereitete. Im Dezember 1941 griff er die kollaborativen französischen Schriftsteller an, die sich zum Europäischen Dichtertreffen nach Weimar begeben hatten, und bezeichnete sie als Verräter an der (französischen) Nation: Für einen Schriftsteller besteht die größte Schande darin, dass er sich an der Ermordung der nationalen Kultur beteiligt, deren Verteidiger er sein sollte.

## Verhaftung und Tod
Decour wurde am 17. Februar 1942 zusammen mit Politzer und Solomon sowie Danielle Casanova und Georges Dudach von der französischen Polizei festgenommen, die mit der Besatzungsmacht kollaborierte, und am 5. März an die Deutschen überstellt. Von ihm sind Briefe aus dem Gefängnis, darunter der Abschiedsbrief an seine Frau und Tochter, erhalten. Decour wurde von den Deutschen hingerichtet, nach Aussage in der Anthologie des écrivains morts à la guerre starb er mit einer attitude de calme ironie. Die Erschießung erfolgte in einer Phase der Umorganisation der deutschen Besatzungsorgane noch in der Verantwortung des Militärbefehlshabers Frankreich Otto von Stülpnagel. Noch in seinem Abschiedsbrief aus der Todeszelle an seine Lyceums-Schüler zitierte er den klassisch-pathetischen Schlusssatz Egmonts aus dem von ihm geschätzten Goethe-Drama: Schützt eure Güter! Und euer Liebstes zu erretten, fallt freudig, wie ich euch ein Beispiel gebe. Als am 16. November 1942 in Bibliothèque de la Pléiade der Band Johann Wolfgang von Goethe. Théâtre complet mit einem Übersetzungsbeitrag von ihm erschien, war er bereits hingerichtet worden.

## Nachruf und Ehrungen
- Aufführung: Decourdemanches Übersetzung des Stücks Der Triumph der Empfindsamkeit von Goethe wurde 1967 beim Festival von Avignon von Jorge Lavelli auf die Bühne gebracht.[12]
- Ausstellung: In Tours fand 2003 eine Ausstellung unter dem Titel "Nos jeunes morts sont secrets" : Jacques Decour, Littérature & Résistance statt, zu einer Zeit als seine Schriften wiederentdeckt wurden.
- Benennung: Das Lycée Rollin wurde nach dem Krieg in Collège-lycée Jacques-Decour umbenannt, es ist das einzige Gymnasium Frankreichs, das den Namen eines Lehrers aus der Résistance erhielt. In Kahla gab es zu DDR-Zeiten ein FDGB-Erholungsheim, das Decours Namen trug.[13]

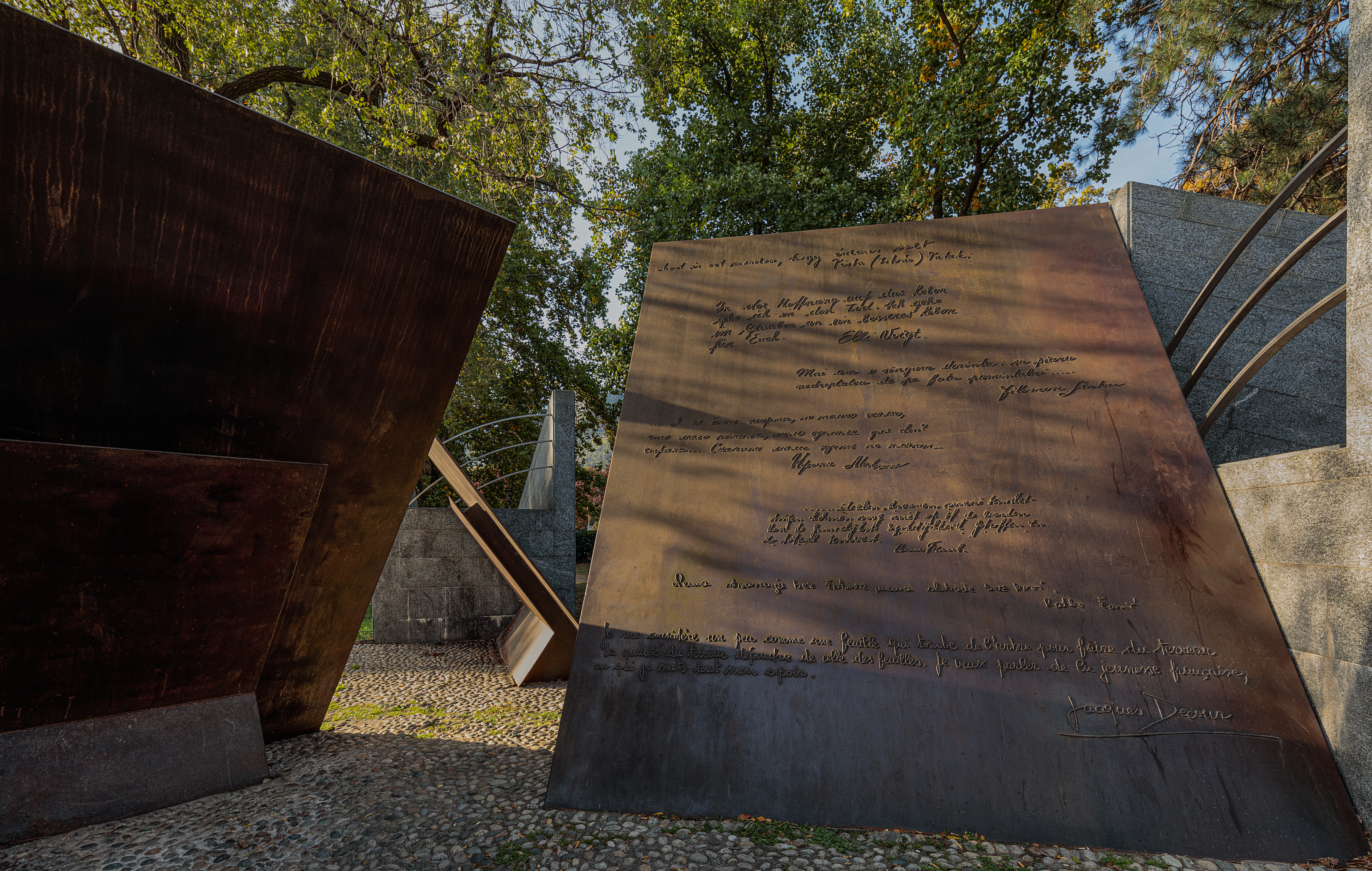
Gedenktafel in Como

- Inschrift: Ein Zitat aus seinem Abschiedsbrief mit einer Gedenktafel in mehreren Sprachen im Monumento alla Resistenza europea in Como: Je me considère un peu comme une feuille qui tombe de l’arbre pour faire du terreau. La qualité du terreau dépendra de celle des feuilles. Je veux parler de la jeunesse française, en qui je mets tout mon espoir.
- Nachruf: Im Oktober 1943 erschien von Jean Lescure in den Lettres françaises ein, notwendigerweise anonym gehaltener, Nachruf auf ihren Gründer Decour.[14]
- Übersetzung: Im Jahr 2014 erschien eine deutsche Übersetzung seiner Aufzeichnungen aus Magdeburg, die Louis Aragon 1945 so charakterisiert hatte:

„Entschlossen, alles, was ihm begegnet, ganz sachlich zu beobachten, meidet er die Vorurteile, die sich gewöhnlich in die Betrachtung des deutschen Lebens mischen. Er hütet sich davor, wie ein Tourist auf seinem Weg immer bloß das vorfinden zu wollen, was er sich vor der Abreise vorgestellt hat.“

## Schriften (Auswahl)
- Philisterburg. Gallimard, Paris 1932. Neuauflage Philisterburg suivi de Goethe et la jeunesse allemande. Vorwort Jérôme Garcin. Scheer, Tours / Farrago / Paris 2003. Deutsche Übersetzung:

Philisterburg. Aus dem Französischen von Stefan Ripplinger. Die andere Bibliothek,  Berlin 2014, ISBN 978-3-8477-3005-7.
- Louis Aragon (Hrsg.): Comme je vous en donne l’exemple... . Textes présentés par Aragon; suivi de Philisterburg. Éditeurs français réunis, Paris 1974 (1945)

- Le Sage et le Caporal. Gallimard, Paris 1932
- La révolte. Gallimard, Paris 1934
- Les Pères. Gallimard, Paris 1936
- Pages choisies. Publié pour le Comité national des écrivains. Les Editions de minuit, Paris 1944
- Le sage et le caporal ; suivi de Les pères ; et de sept nouvelles inédites. Farrago, Tours 2002
- Pierre Favre: Jacques Decour, l’oublié des lettres françaises.1910—1942. Farrago, Tours 2002
- Pierre Favre; Emmanuel Bluteau (Hrsg.): La faune de la collaboration. Articles 1932—1942. Thébaïde, Paris 2012

Als Übersetzer unter dem Namen Decourdemanche
- Vicki Baum: La Carrière de Doris Hart.  Éditions du Rocher, Monaco 1948 (Originaltitel: Die Karriere der Doris Hart, 1936).
- Hans Rudolf Berndorff: Les dessous de la diplomatie. Editions Montaigne, Paris 1932 (Originaltitel: Diplomatische Unterwelt, 1930).
- Hans Carossa: Les secrets de la maturité. Stock, Paris 1940 (Originaltitel: Geheimnisse des reifen Lebens, 1936).
- Johann Wolfgang Goethe: Le Triomphe de la sensibilité. Paris : Bibliothèque de la Pléiade 1942 (Der Triumph der Empfindsamkeit)
- Heinrich von Kleist: Suivi de L’élaboration de la pensée par le discours. o. J. (Originaltitel: Über die allmähliche Verfertigung der Gedanken beim Reden).
- Alfred Neumann: Le Roman d’un coup d’État. Crété, Paris 1935 (Neuer Cäsar)
- Richard Schauer: Les désordres sexuels. Edit. Montaigne, Paris 1934 (Originaltitel: Seelische und nervöse Störungen der Sexualität und ihre Behandlung: eine prinzipielle Untersuchung über Geschlecht, Angst und Illusion, Prag 1932).
- Curt Thesing: La Sexualité dans l’univers. Aubier, Paris 1933
- Ludwig Ernst Wolff: Le fils d’Hannibal. Stock, Paris 1938 (Der Sohn des Hannibal)
- Wilhelm Robert Worringer: L’art gothique [1967] (Formprobleme der Gotik)